# كي مونهتشيكا
كي مونهتشيكا (باليابانية: 宗近 慧) (29 مايو 1992 في هيروشيما في اليابان – )؛ هو لاعب كرة قدم ياباني سابق كان يلعب كمدافع.

## وصلات خارجية
- كي مونهتشيكا على موقع رابطة كرة القدم اليابانية للمحترفين (اليابانية)
- كي مونهتشيكا على موقع قاعدة بيانات كرة القدم.إي يو (الإنجليزية)
- كي مونهتشيكا على موقع Soccerway.com (الإنجليزية)